# Agenvillers
Agenvillers är en kommun i departementet Somme i regionen Hauts-de-France i norra Frankrike. Kommunen ligger i kantonen Nouvion som tillhör arrondissementet Abbeville. År 2022 hade Agenvillers 231 invånare.

## Befolkningsutveckling
Antalet invånare i kommunen Agenvillers
| Referens: INSEE |